# Nélson Romero
Nélson Romero (Rio de Janeiro 1890 - Id. 1963) foi filólogo e professor diplomado pela Universidade Gregoriana de Roma, Itália, em 1913. Membro da Academia de Letras do Estado do Rio de Janeiro, da Academia Sergipana de Letras, da Academia de Filosofia do Rio de Janeiro e membro fundador da Academia Brasileira de Filologia.
Obras:
- Notas sobre direito, 1918;
- Determinismo psíquico e livre-arbítrio, 1919;
- Lógica do verbo, 1921;
- Crítica nova, 1931;
- O sexto livro de Eneida, 1933;
- A concordância e os casos em latim, 1938;
- O argumento histórico e a pronúncia do latim, 1947;